# 牙の旅商人 〜The Arms Peddler〜
『牙の旅商人 〜The Arms Peddler〜』（きばのたびしょうにん ジ・アームズ・ペドラー）は、原作七月鏡一、作画梟による日本の漫画作品。スクウェア・エニックスの『ヤングガンガン』にて2010年10号から連載中。

## あらすじ
開拓民の少年ソーナは、盗賊のハイドラ一味に家族を殺されたのち、手に焼きゴテの烙印を押され砂漠に捨てられた。
死を覚悟したとき、武器商人ガラミィと出会う。ガラミィはソーナに身柄を代価に水を与え、母の遺品を代価に剣を与えた。
ソーナの復讐のための冒険がはじまる……。

## 登場人物
ソーナ・ユーキ
主人公のひとり。開拓民の少年。新しい土地へと向かう道中に盗賊ハイドラに家族を殺される。その復讐のためガラミィと旅をすることに。
「死にかけた人間の命は、それを拾った者の所有物となる」という【荒野の法】を振りかざし、自分を所有物扱いするガラミィを苦手に思うも、ふと見せる優しさに惹かれている。ガラミィとの旅の途中、ガラミィの師匠・ゲンゾから武器商人の称号(メダル)を与えられる。グラーガとの約束により、アイリの警護を任されている。
ガラミィ
武器商人。盗賊に傷つけられ、死にかけたソーナを救った。
「死にかけた人間の命は、それを拾った者の所有物となる」という【荒野の法】を振りかざし、ソーナを所有物あつかいする。命を解放する条件として「金貨100枚」をソーナに請求している。常に背に黒い大剣を所持しており、鍵の書に関係があるとされている。鍵の書をこの世から消し去る唯一の武器らしい。
アイリ・エル・カラディアム
カラディア国の第三王女。銀色の髪、白磁の肌、緑色の瞳を持つほっそりした美少女。その性格は誇り高く、カラディア人には多大なカリスマを発揮する。カラディア国に着くまでソーナたちと行動を共にすることになる。
シュラン将軍
カラティア国の貴族で、アイリの腹心。ユガにてソーナたちと別れる。
グラーガ
戦闘種族ガロン人。カラディアに雇われ、アイリ王女のために戦う契約をしていた。ソーナに種族の牙とアイリを託す。
ゲンゾ
武器商人ギルドの東方支部長。ガラミィとは師弟関係で、ソーナに武器商人の称号(メダル)を与える。
ニコラ
ギルド評議会の代理人。ガラミィたちは快く思っていない。
ハイドラ
盗賊のリーダー。ソーナの家族を殺した張本人で、ソーナの復讐の相手。襲撃の際はひとりだけ生かし、それ以外の人物は皆殺しにすることをモットーとしている。生存者の体には焼きゴテを入れる。

## 単行本
スクウェア・エニックス ヤングガンガンコミックススーパーとして2015年10月現在7巻発行
1. 第1巻 2010年11月25日初版発行（同日発売）、ISBN 978-4-7575-3042-3
2. 第2巻 2011年3月25日初版発行（同日発売）、ISBN 978-4-7575-3179-6
3. 第3巻 2011年8月25日初版発行（同日発売）、ISBN 978-4-7575-3348-6
4. 第4巻 2012年1月25日初版発行（同日発売）、ISBN 978-4-7575-3491-9
5. 第5巻 2012年6月25日初版発行（同日発売）、ISBN 978-4-7575-3639-5
6. 第6巻 2012年11月24日初版発行（同日発売）、ISBN 978-4-7575-3798-9
7. 第7巻 2015年7月25日初版発行（同日発売）、 ISBN 978-4-7575-4649-3